# Lužnica, Podgorica
Lužnica este un sat din municipiul Podgorica, Muntenegru. Conform datelor de la recensământul din 2003, localitatea are 37 de locuitori (la recensământul din 1991 erau 47 de locuitori).

## Demografie
În satul Lužnica locuiesc 21 de persoane adulte, iar vârsta medie a populației este de 32,1 de ani (37,6 la bărbați și 26,3 la femei). În localitate sunt 10 gospodării, iar numărul mediu de membri în gospodărie este de 3,70.
|  |

| Demografie | Demografie | Demografie |
| An         | Locuitori  | Locuitori  |
| ---------- | ---------- | ---------- |
|            |            |            |
|            |            |            |
|            |            |            |
|            |            |            |
| 1948       | 119        |            |
| 1953       | 115        |            |
| 1961       | 92         |            |
| 1971       | 45         |            |
| 1981       | 35         |            |
| 1991       | 47         | 47         |
| 2003       | 37         | 37         |

| \| Componența etnică conform recensământului din 2003[2] \| Componența etnică conform recensământului din 2003[2] \| Componența etnică conform recensământului din 2003[2] \| Componența etnică conform recensământului din 2003[2] \| Componența etnică conform recensământului din 2003[2] \| \| ----------------------------------------------------- \| ----------------------------------------------------- \| ----------------------------------------------------- \| ----------------------------------------------------- \| ----------------------------------------------------- \| \| \| \| \| \| \| \| Muntenegreni \| Muntenegreni \| \| 26 \| 70,27% \| \| Sârbi \| Sârbi \| \| 11 \| 29,72% \| \| necunoscută \| necunoscută \| \| 0 \| 0% \| |              |  |    |        |
| Componența etnică conform recensământului din 2003 |              |  |    |        |
| |              |  |    |        |
| Muntenegreni | Muntenegreni |  | 26 | 70,27% |
| Sârbi | Sârbi        |  | 11 | 29,72% |
| necunoscută | necunoscută  |  | 0  | 0%     |